# Ranunculus bernatskyanus
Ranunculus bernatskyanus är en ranunkelväxtart som beskrevs av Sóo. Ranunculus bernatskyanus ingår i släktet ranunkler, och familjen ranunkelväxter. Inga underarter finns listade i Catalogue of Life.